# Phlogophora tricolor
Phlogophora tricolor là một loài bướm đêm trong họ Noctuidae.